# Constituição Política da República de Cabo Verde
A Constituição Política da República de Cabo Verde  é a lei máxima de Cabo Verde construída em uma redação de 295 artigos.

## História

### Antecedentes
A primeira constituição política do estado cabo-verdiano foi aprovada em 5 de setembro de 1980 na IX Sessão Legislativa da Primeira Legislatura, e promulgada  no dia 7 de outubro daquele ano. Teve algumas reformas feitas por meio de Lei Constitucional como a Lei Constitucional nº 2/1990 que estatuiu o pluripartidarismo em Cabo Verde.

### Promulgação
Em 1992 é promulgada a constituição publicada na Imprensa Oficial na data de 25 de setembro. É a vigorante com evoluções e alterações ocorridas na redação original divulgadas no Boletim Oficial em 3 de maio de 2010.